# ستكنتشورتش (باكينجهامشير)
ستكنتشورتش (بالإنجليزية: Stokenchurch)‏ هي قرية و أبرشية مدنية تقع في المملكة المتحدة في إنجلترا.  يقدر عدد سكانها بـ 4,801 نسمة .

## أعلام
- فيكتور جارفيس
- ريتشارد هيكوكس